# 第1回全国中等学校優勝野球大会
第1回全国中等学校優勝野球大会（だい1かいぜんこくちゅうとうがっこうゆうしょうやきゅうたいかい）は、1915年（大正4年）8月18日から8月23日まで大阪府豊能郡豊中村（現・豊中市）の豊中グラウンドで行われた全国中等学校優勝野球大会。毎年8月に開催されている全国高等学校野球選手権大会の第1回大会である。
東北から九州の9地区の代表と春の都下大会で優勝した早稲田実業の計10校が参加し、京都二中が優勝した。

## 創設経緯
20世紀初頭の関西地方では、朝日新聞大阪本社、大阪毎日新聞（現:毎日新聞大阪本社）などの新聞社が新聞拡販を目的に、関西私鉄が沿線開発を目的に多くのスポーツ関連企画・イベントを創設しており、本大会もそのひとつである。一般的なスポーツ大会は、当該の連盟なり協会が先にあって、新聞などのメディアはそれに協力する形になるが、本大会はすべて大阪朝日新聞がお膳立てを行った。高野連の名で知られる「日本高等学校野球連盟」の前身「全国中等学校野球連盟」（以下、高野連）はこの第1回大会の開催が決定してから急遽作られた法人だった。朝日新聞は大正の初め頃までは運動競技にあまり手を出していなかった。大阪朝日新聞にとって当時大衆に人気の高い中等野球は、ライバル誌の大阪毎日新聞、大阪時事新報との拡販競争で優位に立つための極め付きの"武器"だった。開催に当たり大阪朝日新聞は社説で「野球は青少年の健全な育成に寄与する」などと書いたが、それは建前に過ぎなかった。後にライバル誌の読売がこれも新聞拡販のために職業野球（プロ野球）をバックアップしても、朝日新聞が頑なに中等野球（高校野球）に固執したのは、このようなビジネス上の背景が存在したからであった。
大会創設の経緯についてはいくつかの説がある。一つは田村木国（田村省三）が発案し企画を立てたという説。明治34年（1910年）に朝日新聞社神戸支局の社会部記者として入社した田村は、警察回りをする一方で、今日ほど血生臭い事件もなかったことから、ときどき運動記事を書いていた。外国人が多く住む神戸は野球が伝えられるのも早く、ここでいち早く野球に興味を持った田村は関西一帯まで足を伸ばして各地のゲームを観戦。「この競技はきっと伸びる。大変面白いし、規則もそう難しくない。日本人の国民性にもぴったりしている」と決まった筋書きのない野球の劇的な要素に惹き付けられた。こうして野球の対戦記をまとめて本社に送っていたが、当時の本社編集局に野球を知る者が一人もおらず、毎回不採用になっていた。その後阪急電鉄サイドから朝日サイドに夏の催事についての希望があり、田村が「各地の強いチームを選抜して、豊中で野球大会をやれば面白かろう」と発案し、自身で計画を立て、長谷川如是閑朝日社会部長に伝え、長谷川が村山社長に相談し30分でOKになったという説。
もう一つは開催4ヵ月前に京都二中OBの高山義三（元京都市長）と小西作太郎（元朝日新聞社元常務、高野連顧問）が「今年の二中は強い。これならどこにも負けん。近県の中学を集めた大会をやろうや」「面白そうやな」などと話し、これを親しい朝日新聞記者に掛け合ったことが始まりという説。関西中等大会の世話役だった早稲田大学の佐伯達夫（元日本高野連会長）も全国規模の大会開催を願った。アメリカ人から野球の手ほどきを受けた最初の日本人といわれる中沢岩太を父に持つ中沢良夫旧制三高野球部長（同元高野連会長）が、京都高等工芸の福井松雄を使者として1914年か、1915年頃、福井が朝日新聞の村山龍平社長に「野球を正しく育てるために全国大会を開くべきだ」と伝えた。1911年（明治44年）当時、野球人気が過熱し、応援団の対立や不祥事などが起こる等、野球害毒論もあって村山は一旦は断ったが、中沢の再度の説得と朝日の社内から大会開催を進言する声が高まり、有用性を唱える考えを理解した村山が開催を決断した。また豊中グラウンドを所有していた箕面有馬電気軌道（現・阪急宝塚本線）も、沿線の土地住宅経営を目的とし、全国大会開催を模索しており、創設までにこうした各方面からの働きかけがあった。野球害毒論を唱えていた東京朝日新聞社（東朝）もその後は主張をトーンダウンさせ、全中等学校優勝野球大会の共催者として東日本各地での予選大会の主催・後援を行っていった。
日本における野球の伝来は明治5年（1872年）、明治6年（1873年）頃とされるが、各地への伝来も明治時代に進み、中等野球の地区大会も各地に点在する主に旧制高等学校の主催で、早い地方では明治30年代頃から開かれていた。本大会は地方に割拠している中等学校野球界を統一ある一つの全国大会にまとめてみようという計画であった。時は第一次世界大戦二年目で、日本陸軍は前年11月に極東に於けるドイツ帝国唯一の根拠地である中国山東省の黄海を臨む膠州湾青島を占領、日本海軍は南太平洋からインド洋、地中海方面にかけて英仏海軍に協力し、盛んに活動を続けていた。
1915年8月2、3日両日に大きく社告を掲載。開催を伝える朝日新聞社告には「各地方を代表せりと認むべき最優秀校を大阪に聘し、全国中等学校野球大会を行ひ」と書かれた。8月15日は通常より4頁増しの14頁とし、そのうち2頁は見開きで大会特集面とした。特集記事では「初めて野球を見る人の為に」という親切丁寧な解説が三段半を占めた。この発表は世間の注目を集めたが、「どえらい大会が開かれよる」と期待する声もあった反面、「どれだけ観衆を集めるか疑問」「失敗するに決まっている」と断言する者もおり、予断は許されなかった。当時の学生スポーツの花形は、陸上競技やボート、テニス、柔道や剣道で、「野球なんちゅうもんは、舶来好きのハイカラさんが楽しむもんや」という声も多かった。

## 出場校の選定
第1回大会の全国中等学校優勝野球大会の開催を主催社である大阪朝日新聞が発表したのは1915年7月1日。大会は8月18日からのため、開催までに1カ月半しか準備期間がなかった。そのため、予選大会の方式を巡って、各地で揉めた。第1回大会以前から各地で盛んに中等野球の地区大会は行われており、主催のほとんどは旧制高等学校で、それらと朝日が折り合えなかったことが最大の原因だった。そこには全国20の各地方大会のそれぞれの権威と朝日との見解の相違が動いていた。地方大会で優勝した学校に全国大会出場資格を与えると規定されたが、大会主催者である大阪朝日新聞社（以下、大朝）が紙面の大半を費やした広告や特集を組み、地方大会の主催や後援も行ったのに対し、1911年に野球害毒論を展開した東京朝日新聞社（以下、東朝）はごくわずかな記事で済ませ、地方大会の主催や後援を一切行わなかった。元々、朝日新聞社側は東北からの出場を当初、想定していなかったため、東朝の担当（主催・後援）は東京だけの予定だった。第1回開催に関する限り、東朝の役割は些細だった。第2回大会以降は積極的な関与に変貌している。第1回大会の東京を除く残りの西日本8地区は、開催に積極的な大朝が担当（主催・後援）。朝日通信部（支社、営業所）の主催は京都、神戸、広島、高松、福岡の5カ所で、残りは後援であった。勿論これはやがて各地大会の全ての主催を朝日にするための布石であった。
東北からの出場は想定していなかったが、大会開催を知った秋田中が「東北代表として出場したい」と立候補。当時東北では北海道（第5回大会まで東北）や青森県などで対校試合が禁止されていた。さすがに無条件で出場させるわけにはいかないため、臨時の東北大会を開催した。同県の他2校と臨時で行った試合が東北大会と見なされ、無事2勝した秋田中に全国大会出場資格が与えられた。なお、他の県から恨みを買ったとされるが、東北大会について「本年は特に秋田市において希望校のみ予選試合を行う」と大朝が認めている。関東では東朝の不関与もあって7府県を対象に関東大会を行う余裕はないとみなされ、東京以外は予選不参加とした。しかも同年3月に東京府の8校が参加して行われた、武侠世界社主催の東京都下野球大会が地方大会と見なし、その優勝校・早稲田実を強引に関東（東京）代表とした。東海は愛知一中主催による、第12回東海五県連合野球大会（6校参加）が東海大会と見なされた。関西では美津濃商店主催の第3回関西学生連合野球大会の規模が大き過ぎるため、その一部が関西大会（8校参加）と見なされ、別途大朝主催の京津大会（11校参加）と兵庫大会（7校参加）が行われた。山陰では両県対決となる試合が禁止されていたため鳥取県予選（4校参加）と島根県予選（2校参加）が行われ、大朝後援の山陰大会（両県予選勝者による決勝）が豊中グラウンドで行われた。なお、関西大会の会場も豊中グラウンドだった。山陽では大朝主催の山陽大会（6校参加）、四国では高松体育会主催・大朝後援の四国大会（9校参加）、九州では福岡抜天倶楽部主催・大朝後援の九州大会（8校参加）がそれぞれ行われた。各地の予選大会も統一されず、整備も不十分なことから、9校参加の四国、8校参加の九州大会は四国が3日間、九州は2日間で全日程を消化したため、優勝決定戦では疲労困憊で、両大会とも相手が試合を放棄した。最も可哀想な目に遭ったのが四高主催の北陸野球大会。この大会は毎年金沢で行われていたが、日程が全国大会と被り、四高が朝日の考えに同調せず、会期を早めなかったために優勝した長野中学は全国大会に出場できなかった。
参加校数は表向き71校となるが、高松体育会主催の四国大会において徳島県の参加希望5校を3校に絞る県予選のようなものが事前に行われており、この「徳島県予選」敗退の2校を加えると73校となり、参加校数を73校とカウントしている資料も少なくない。このような経緯から、全国71校あるいは73校の各代表10校が豊中グラウンドに集まり、第1回全国中等学校優勝野球大会が行われた。
地域別の予選をクリアして勝ち上がった9＋予選なしの東京1を加え全10校で争われたが、この第一回大会から「全国」と銘打つわりにはエリアの区分けが、東北、東海、京津、関西、兵庫、山陽、山陰、四国、九州と明らかに西日本に手厚い。開催地は大阪なのに開催地特権でもない兵庫県だけ一県で一校なのかの不思議。これは黎明期の中等野球は西日本に強い学校が多かったからで、特に近畿、中国、四国地方に強豪校が多く、とりわけ兵庫県、京都府、和歌山県、広島県、香川県、愛媛県、そして例外的に東海地方の愛知県が野球王国であったという理由。もう一つは当時の阪神地帯は工場や商店が増え、特に山陽・四国・九州地方の出身者が出稼ぎに集まる場所になっていたという理由もある。彼らの多くは商店の丁稚や中小工場の工員として働いたが、黎明期の中等野球は「おらが町のチーム」を応援するという彼らの郷土愛にその人気が支えられたという説もある。
前述にように野球の各地への伝来も明治時代に進み、強豪中学の中には"武者修行"か"道場破り"の如く、鉄道のない時代に徒歩で山々を越え、各地方に遠征するチームもあった。つまりこの第1回大会に出場したチームが各地の中等野球最初期の強豪というわけではなく、次の次、或いは次の次の次に抬頭した強豪というケースもあった。例を挙げれば、兵庫県の第1回に出場したのは神戸二中だが、これ以前に神戸商業が、広島県では広島商や広陵中以前に呉中学（現広島県立呉三津田高等学校）という強いチームがあった。
それまで中学生の運動大会で全国大会といえば、ボートぐらいしかなく、野球の全国大会は初めてで、各校選手は胸を躍らせて大会に出場した。
優勝校には優勝旗、銀メダル、全選手に参加章が贈られた。選手にはスタンダード大辞典、50円図書切手、腕時計が、準優勝校には英和中辞典が、さらに1回戦の勝利校には万年筆が選手全員に贈られた。これらは昔から運動会に賞品を与えた名残りであった。しかし大会終了後に、選手に数々の副賞を贈るのはどうかと中等学校校長の主張等、議論が起こり、アマチュアリズムに主眼を置いた主催社サイドの思想もあり、第2回大会からは優勝旗と参加メダルのほかは、土産として大阪名物の粟おこしが贈られるのみとなった。京都二中に贈呈された深紅の皇国織は髙島屋呉服店（髙島屋）の製作でその費用は1500円。これは当時りっぱな家が建てられる高価な物だった。
京都二中優勝翌日のパレードは市民があふれ、京都の四条烏丸の交差点では動きがとれず、京都市電も止まった。大阪朝日新聞が販売部数の拡大を図って始めた『中等野球』は、思惑通りの"ヒット商品"になった。年を重ねるごとの人気もあがり、出場校も漸増していく。

## 代表校
| 地方大会 | 代表校   | 出場回数 |
| -------- | -------- | -------- |
| 東北     | 秋田中   | 初出場   |
| 東京     | 早稲田実 | 初出場   |
| 東海     | 三重四中 | 初出場   |
| 京津     | 京都二中 | 初出場   |
| 関西     | 和歌山中 | 初出場   |
| 兵庫     | 神戸二中 | 初出場   |
| 山陰     | 鳥取中   | 初出場   |
| 山陽     | 広島中   | 初出場   |
| 四国     | 高松中   | 初出場   |
| 九州     | 久留米商 | 初出場   |

## 開催地
当時の大阪府豊中市は、豊中駅前に10軒程度小さな民家が建つだけの淋しい田舎。辺りは田んぼや畑ばかりで、畦道からは蛙が飛び出し、小川にはフナが群れを成し、銀の鱗を煌めかせる。アクセス線となっていた箕面有馬電気軌道（現・阪急宝塚本線、以下、箕有電車）は最初は箕面、宝塚への遊覧電車だった。宝塚駅まで開通したばかりで、市内電車のようなかわいい電車が、ゴットンゴットンと動き、ときたま、客を落としていく。草ボウボウの荒れ地の草をむしり、大きな石を取り除いて凸凹をならして拓き、石灰で白線を引いて豊中球場を作り上げた。1周400メートルのトラックを持つ運動場で、グラウンドは右翼方面が狭い長方形の形状であった。外野は縄につるした幕、網を張ってフェンス代わりにした。ロープを張ってそれを境界線とし、ロープをノーバウンドで越えた場合は本塁打とした。網の外は元の草むらのため、ボールが網の外に出ると外野手はバッタを捜すように、草の根をかき分けボールを捜し歩かねばならない。ボールが観客席に入ることも度々あったという。また、ホームからの距
離は一番深いセンター側で100メートルだった。常設の観客席はなく、よしず張りの屋根で覆った丸太を三段程度に組んだ仮設スタンドを大会時のみ設置した。夕立に来られても逃げるところもない。センター後方に森があり、炎天下を避けるため、次の試合を待つ選手たちは森陰で太陽の直射を避けた。観客数は、開催5日間で5,000人から10,000人程度と伝えられている。アクセス線となっていた箕有電車は、沿線がまだ市街化されていなかったため1両編成で本数も少なく、試合終了後豊中駅に殺到する観客が乗車口に溢れた。この輸送力の問題が、観客数が増加した第2回大会では致命的となり、翌第3回大会からは会場が鳴尾球場へ変更された。これは阪神が中等野球という"ドル箱"を阪急から奪い取ったことを意味する。

## 開催まで
旅費のみ朝日新聞社が負担し、参加10校、150人の合計770円。宿泊費は支給されず。当時の中学の野球部は予算が少なく、大勢で地方から出て来て宿屋に泊まると宿泊費がかさみ赤字が出るため、開会式の2、3日前に現地入りした。当然勝ち残ると宿費が高くつくため、野球部長やマネージャーは「早く負けてくれ」と悲鳴を上げたという。当然負けたチームはすぐに郷里に帰らされた。開幕戦に登場した鳥取中だけは1週間前に大阪入りしていた。前年の定期試合で米子中（現・米子東高校、鳥取県）と松江中（現・松江北高校、島根県）が対戦したとき、当時の応援団は生徒でなく町のファンだったが、鳥取と島根は仲が悪いため、よく喧嘩をし、投石や乱闘騒ぎがあった。校長会の申し合わせにより、鳥取と島根の山陰の代表決定戦は大阪（豊中）で行った。地元でやるとまた乱闘騒ぎが起きるに決まっている、それならいくら熱狂的でもわざわざ大阪までは押しかけてこないだろうという判断だった。この関係で鳥取中は早く来すぎてお金がなく、大相撲の地方場所のように、お寺に宿泊。一泊の費用を20銭に値切り、毎日、カボチャ、キュウリ、ナスの連続の食事だった。大会初日の前夜、8月17日に大阪中之島の大阪ホテルで主催者側の大阪朝日新聞の招待による出場選手全員を集めた茶話会があった。ここでアイス・コーヒーとサンドイッチが出されたが、都会っ子の早稲田実業の選手たちは、場慣れしており、アイス・コーヒーをガブガブ飲んでボーイにおかわりを請求したが、田舎の中学生は貴重品のようにチビチビ飲んだ。またサンドイッチは当時の田舎の中学生は見たことも聞いたこともなく、見た目から気味が悪く、そのまま手を付けず、帰りの堂島川に捨てようとしたという笑い話も残る。

## 始球式
開幕試合（先攻：広島中、後攻：鳥取中）の開始前、両チーム整列・礼の後に、朝日新聞社村山龍平社長が、羽織袴の和礼装でマウンドに立ち、ボールを投じた。ボールはまっすぐに捕手のミットに収まり、ストライクが宣告された。村山は、普段はボールなど、握ったこともなかったが、「恥をかいてはならん」と新聞社裏の空き地で密かに投球練習を積んでいた。
現在は始球式の投球はあくまでセレモニーであり、1回表の投手による投球を正式な第1球としてカウントしているが、2000年に発刊された『高校野球の100年』によると、始球式で村山により投じられた第1球がそのまま先頭打者である広島中の小田大助に対する「初球」としてカウントされ、鳥取中の先発・鹿田一郎の初球もド真中のストライクで、いきなりツーナッシングと追い込まれた小田は三振に打ち取られているが、訂正されなかったという。
また、投手として全国中等学校野球優勝野球大会における記念すべき第1球を投じた鳥取中の鹿田一郎は、後年NHKの取材に応じた際に試合の先攻・後攻はじゃんけんで決めたため、自分がそのような投手になったのは偶然だったと答えており、始球式の際には村山たちの後ろで緊張して立ち尽くしていたという。また「礼に始まり礼に終わる」-今日続くホームベースをはさんで両チームがあいさつをする「試合前後の礼式」も開幕試合から行われた。この整列・礼は、米国移入のルールにないもので、導入の経緯は、アメリカのプロチームと同じルールにする必要はないと考えたこと、その根底には「武士道精神」があるといわれる。本大会は職業化したアメリカ野球の直訳ではなく、「武士道精神」を基調とし、もっぱら心身の鍛錬を目的として行うものであるから、試合も礼に始まって礼に終わるべきであるという考えから来たものであった。草野球から小中学生の試合（学童野球・中学野球）、大学野球から社会人野球までアマチュア野球のすべてがこの礼を見習い、今日に至っている。

## 開幕試合
記念すべき開幕試合は同じ中国地方の広島中と鳥取中。観客は約1,000人、約500人はほぼ男性で、女性は2人。一人は鳥取中の一塁手・松木啓治の大阪に嫁いでいたお姉さん。もう一人は村山龍平の娘・村山於藤（村山藤子）。ちょっとした田舎の祭ぐらいの賑わいを見せ、物売りが出てアンパン、ラムネ、氷などを売り歩き、綿アメ（電気アメ）も売られた。当時はまだアイスクリームは西洋料理店へ行かなければ食べられない時代で、氷が飛ぶように売れ、以後甲子園名物となるかちわり氷はこの第一回大会の開幕戦から売られていたという。値段は一銭か二銭。冷たくて直に持てないため、ハンカチを付けて五銭で売る商人もいた。広島の方が人口も多く船便もあったため。応援団も広島側が多かった。鳥取側の応援団に鳥取出身で、和歌山県で蚊取り線香を売り出して成功していた事業家がいて、家族、親戚、会社社員を動員して「○○蚊取線香」と社名を大書きした旗を翻して応援し、翌年選挙に出て落選したことから、以降、宣伝と見られるような紛らわしい応援は禁止になった。
広島中対鳥取中は、広島中が先制したものの逆転負け。「広島軍の軍容に大打撃を与えたのは捕手田部の負傷であった（原文ママ）」といわれ、田部の指の怪我が敗戦に影響した。田部が付近の病院に担ぎ込まれたため、これをきっかけに各種スポーツ大会に救護班が設けられるようになったといわれる。田部は大日本東京野球倶楽部の主将を務めた田部武雄の実兄。広島は山陽の大都会に対して、鳥取は山陰の小都市という違いがあり、社会的、経済的にその他諸々の点で鳥取は劣っていたため、スポーツで見返したことで、鳥取市民にとっては愉快の堪えない勝利となった。鳥取中は次戦・和歌山中との一戦で、1点リードの9回表に和中の執拗なバント攻撃に一挙に7点を失い敗れた。バントに対する練習は相当積んではいたが、実戦ではあまり経験がないため、内野手も思い切って前進できず、逆上して暴投を連発した。この試合ほど適切に野球戦術の重要性を関係者や一般の野球ファンに教えた試合はないともいわれる。しかし鳥取市民は天下に鳥取の名を轟かした郷土チームを、英雄のように迎え、映画館の楽隊（当時の無声映画は映画館に楽隊を入れて伴奏していた）を先頭に立てて、市中行進をした。大会6日間で観客計5000人弱と大成功と評判高かった。
第1回大会に出場した代表校10校のうち、広島中（現・広島国泰寺高校）と三重四中（現・宇治山田高校）の2校だけが2024年まで100年以上、その後、全国大会の出場がない。

## 試合ルール
審判は球審と塁審二人のほかに陪審を置いた。陪審はネット裏で観戦し、問題が起こった時に3人の審判と協議をしたり、また試合後の総評を書く役目を任されていたが、翌年の第2回大会からは廃止となった。
当時は公認野球規則、アマチュア野球内規、高校野球特別規則など、完全な野球規則がないため11ヵ条の規則を決定した。現在では当たり前の規則等が存在せず。その一つに監督のベンチ入りがあげられる。第13回大会ルール改正まで監督はベンチ入りが出来ず、指揮も直接執ることが出来なかった。その為選手がスタンドに座る監督へ指示を聞きに行ったが、度々試合が中断した。これが現在お馴染みとなった伝令の起源である。
大会が盛大におもむくことが充分に予想されたことから、朝日は野球の権威者が必要と考え、一流野球人を招くことが不可欠と悟り、様々な実績を持つ萬朝報記者・橋戸信（橋戸頑鉄）を招聘した。野球規則は第1回大会前にもあり、審議も充分に尽くされてはいたが、時日の関係上成分化されていなかった。権威ある規則作製のためには、権威ある編輯者が必要との考えから、朝日の記者・和田信夫を発案とし、橋戸を中心に据え、1916年（大正6年）2月に原案ができ、協議会での折衝を経て、同月に創立された日本審判協会の公認を得た。爾来、あらゆる学生野球やノンプロ野球はこのとき作成された規則のもとに行われている。

## 試合結果
日程は今日に比べ、変則的に組まれていた。

### 1回戦
- 8月18日  鳥取中 14 - 7 広島中
- 8月19日  和歌山中 15 - 2 久留米商

### 準々決勝
- 8月18日  京都二中 15 - 0 高松中
- 8月18日  早稲田実 2 - 0 神戸二中
- 8月19日  秋田中 9 - 1 三重四中
- 8月20日  和歌山中 7 - 1 鳥取中

### 準決勝
- 8月20日  秋田中 3 - 1 早稲田実
- 8月21日  京都二中 1 - 1 和歌山中（9回裏1死1塁・降雨引き分け）
- 8月22日  京都二中 9 - 5 和歌山中（再試合）

### 決勝
|          | 1 | 2 | 3 | 4 | 5 | 6 | 7 | 8 | 9 | 10 | 11 | 12 | 13 | R | H | E |
| -------- | - | - | - | - | - | - | - | - | - | -- | -- | -- | -- | - | - | - |
| 秋田中   | 0 | 0 | 0 | 0 | 0 | 0 | 1 | 0 | 0 | 0  | 0  | 0  | 0  | 1 | 4 | 7 |
| 京都二中 | 0 | 0 | 0 | 0 | 0 | 0 | 0 | 1 | 0 | 0  | 0  | 0  | 1x | 2 | 7 | 2 |

1. （延長13回）
2. （秋）：長崎 - 渡部
3. （京）：藤田 - 山田
4. 審判
［球審］菊名
［塁審］井上・岡本

| 秋田中 | 秋田中 | 秋田中     |
| 打順   | 守備   | 選手       |
| ------ | ------ | ---------- |
| 1      | [捕]   | 渡部純司   |
| 2      | [投]   | 長崎廣     |
| 3      | [三]   | 鈴木粂治   |
| 4      | [遊]   | 小山田雄一 |
| 5      | [一]   | 信太貞     |
| 6      | [左]   | 丹市郎     |
| 7      | [中]   | 羽石統一   |
| 8      | [右]   | 高橋巖     |
| 9      | [二]   | 齋藤長治   |

| 京都二中 | 京都二中 | 京都二中   |
| 打順     | 守備     | 選手       |
| -------- | -------- | ---------- |
| 1        | [中]     | 中啓吉     |
| 2        | [捕]     | 山田惣次郎 |
| 3        | [投]     | 藤田元     |
| 4        | [三]     | 大場義八郎 |
| 5        | [遊]     | 綾木保次郎 |
| 6        | [二]     | 津田良三   |
| 7        | [一]     | 西川五三郎 |
| 8        | [左]     | 内藤源次郎 |
| 9        | [右]     | 野上實     |

## 大会本塁打
- 第1号：中村隆元（広島中）[2][22][注釈 2]

## その他の主な出場選手
- 岡田源三郎（早稲田実）
- 小笠原道生（和歌山中）

## 大会総評
大会序盤にワンサイドの試合が多いのは、中央都会を遠く離れたチームには戦法が稚なかったためで、1試合15失策を記録したチームもあった。

## 大会記録としてのエピソード
- この大会で秋田中学が決勝戦に進出するも、秋田県勢からは第100回全国高等学校野球選手権記念大会の金足農業高校まで103年間決勝に進出していなかった[48]。
- この大会で早稲田実業の捕手を務めた岡田源三郎は、後に1936年（昭和11年）の職業野球発足と共に名古屋金鯱軍に監督兼任ながら選手として入団、第1回大会に出場した選手の中で唯一のプロ野球選手となった。

## その他エピソード
- 今日では有り得ないが、大会期間中の第一日目の夜、出場10校の全選手・監督・マネージャーが宝塚遊園地に招待された[22]。一同は大温泉で汗を流した後、果物、サイダー、および夕食を御馳走に預かり、発足間もない宝塚少女歌劇の『舌切雀』『音楽カフェー』などの無邪気な舞踏を観劇し、楽しい一夜を過ごした[22]。特に純真な少年たちの胸を躍らせたのは、少女歌劇の評判スター・雲井浪子の美しい姿だったという[22]。
- 第1回大会から63年後の1978年、週刊朝日第60回大会記念号及び当時の朝日新聞紙面において、「第1回大会の出場者は今」という企画で、第1回大会出場者109名のうち当時の存命者20人全員を取材した。そこでは既に80歳前後となった"元球児"たちのそれぞれの第1回大会の回想や白球への思いが語られている。その20名の中には始球式の第1球がカウントされてしまった広島中・小田選手や、第1号本塁打を放った広島中・中村選手も含まれていた。週刊朝日の企画では、存命者だけでなく物故者も含めた第1回大会出場者109人全選手の「その後」までも取材している。
- 2015年の第97回全国高等学校野球選手権大会は、1915年に第1回全国中等学校優勝野球大会が開催されてから100年となるのを記念して、開会式では、選手権大会100周年の記念事業として、第1回大会に出場した10校の後続校（秋田高校、早稲田実業学校、宇治山田高校、鳥羽高校、桐蔭高校、兵庫高校、鳥取西高校、広島国泰寺高校、高松高校、久留米商業高校）の野球部員1名が100年前のユニフォームを再現し、「高校野球100年」と書かれた青帯を持って入場行進した[5][49][50][51]。2007年のマスターズ甲子園の広島大会で決勝で負けたが、県立広島工業の配慮で、特別に甲子園球場で1打席に立たせてもらった広島国泰寺高校OBが、甲子園の電光掲示板に自分の名前が出てアナウンスされたことにいたく感激し[5]、「母校の仲間と来んといけん」と決意し[5]、同じく第1回大会以降、一度も全国大会出場のない鳥羽高校OBと親交を深め、2010年の懇親会で「100年の年に10校が集まろう」と約束[5]。両校OBで手分けして残り8校の野球部OB会長を捜し出し、全校の参加を取り付けた[5]。選手宣誓は主催者側の提案により、第1回大会優勝校の京都二中の後続校でこの第97回大会の代表校でもある鳥羽高校の梅谷成悟主将が行なった[52][53]。

## 当時の野球界
『野球界』1926年9月号に「中学チームの花形たりし 『埋れ木のひとびと』 向坂信次郎君 彼は昔日の野球王国 呉中学の出身」というタイトルで興味深い記事が載る。旧字体のため、常用漢字に直して書くと「鳴尾、甲子原頭に於いて、中等チームの争覇戦が行はれる様になつてから、此処に十有三年、その間に於ける天下の堅陣勇将の名声栄誉は、新古を問はず球界諸賢は観戦によりて或は記録によりて、既に熟知の事であろう。併し乍ら諸君よ！鳴尾有史以前の中等球界の状勢を知る者が、世に幾何あるであろうか！鳴尾有史以後を中等チームの戦国時代と見るならば、有史以前は戦国混乱時代である。此の混乱時代に、幾度六高主催の大会に於いて関西の覇権を握り、全国に遠征雄飛して幾多の堅軍猛将を陣内に降らしめ、早大遠征軍と戦ひて三對二のスコーアを以て惨敗し、舊慶応の榎本、佐々木等の名選手を出だし、十有五年前の野球王国呉中学こそは、本編の主人公向坂信次郎君の母校である」などと書かれている。見出しの「呉中学」とは現在の広島県立呉三津田高等学校のことで、同校OBで著名な野球選手と言えば、広岡達朗ぐらいしかいないが、文中に「常に関西の覇権を譲る事なく」「日本有数の野球都市呉」「呉中の黄金時代」「呉中の球神」といった記述もあり、文中の「鳴尾有史以前」とは本項以前の中等野球界を指し、1926年から十有五年前の野球王国、つまりこの呉中学は20世紀、1900年代初頭に非常に強いチームだったことが分かる。早大遠征軍がどのようなメンバーだったのかは書かれていないが、中等野球なのに大学チームと対等の力があったものらしい。また六高とは第六高等学校のことで、当時は他のスポーツ、サッカーなどと同様、新聞社主催以外にも大学や旧制高等学校等が主催する大きな規模の野球大会があったことも分かる。広島県呉市は呉海軍工廠があった関係で、広島県内でも古くから野球が盛んだったことは広島のオールド野球ファンには知られるが、呉三津田高校が20世紀初頭に野球が強かったとは広島の野球ファンも知る者は少ない。それでは何故、この大会の予選に参加しなかったかといえば、当時、運動趣味の校長から新しい校長に変わり、「対校マッチは修学に弊害を醸す」という理由の下に禁令が出され、それが本大会が開かれた年で、記事の主人公である向坂信次郎君に「君の胸中には永久に諦めきれぬ悲痛なる刻印がおされた事であろう」「君が不遇の度合は、鳴尾、甲子の大会後に埋れたる人びとの其よりか遥かに高度である」と書かれており、学校自体が予選に参加しなかった。前述のように山陽大会は決勝で広島商業を降した広島中が出場したが、この決勝は広島カープの初代監督を務めた石本秀一が負けた側の広商のエースだったことから、マスメディアにもよく取り上げられ、広島の野球ファンにはよく知られるが、呉中学はこれらのチームより強かった可能性もある。大朝主催の野球大会（本大会）について「混乱時代より、明確なる戦程に足を踏み入れて鴻業を成し得る様になつた。正に中等球界の大維新であった」などと書かれており、先の冒頭文「鳴尾、甲子原頭に於いて、中等チームの争覇戦が行はれる様になつてから…」と合わせ、この夏選手権が始まってからは、本大会での成績が全て、オンリーで、他の大会での成果は語られることはなくなったと見られる。今日に於いても、高校野球の歴史は、夏選手権と春のセンバツでしか語られないが、中等野球の黎明期には各地に強いチームがあった。